# Rudy (Supertramp)
"Rudy" is een nummer van de Britse band Supertramp. Het nummer verscheen als de zesde track op hun album Crime of the Century uit 1974.

## Achtergrond
"Rudy" wordt zoals de meeste nummers van Supertramp toegeschreven aan zowel Roger Hodgson als Rick Davies vanwege een contractuele overeenkomst, maar wordt door Hodgson in interviews genoemd als een nummer dat enkel door Davies is geschreven, die ook de leadzang voor zijn rekening neemt. Het is geproduceerd door de gehele band in samenwerking met Ken Scott. Rudy is de hoofdpersoon van Crime of the Century en wordt gedurende het album steeds eenzamer. In het naar hem vernoemde nummer komt hij in een gesticht terecht. In een interview vertelde Hodgson dat het verhaal van Rudy een soort autobiografisch verhaal was van het leven van Davies in die tijd.
"Rudy" wordt gezien als het meest symfonische nummer op Crime of the Century. Het is het langste nummer op het album en bevat elementen uit de funk, de jazz, de rock en de progressieve rock. Het wordt gezien als een van de grondleggers van het genre dat later bekend zou worden als Adult Oriented Rock. Het geluid van de trein in het nummer werd opgenomen op het station London Paddington, terwijl de geluiden van de menigte werden opgenomen op Leicester Square.
Alhoewel "Rudy" nooit als single is uitgebracht, bleek het een populair nummer. Zo stond het in Nederland sinds 2000 regelmatig in de NPO Radio 2 Top 2000, waarbij het in het eerste jaar van notering de hoogste positie haalde op plaats 960.

## NPO Radio 2 Top 2000
| Nummer met noteringen in de NPO Radio 2 Top 2000 | '00 | '01-'05 | '06  | '07-'08 | '09  | '10 | '11  | '12  | '13  |
| ------------------------------------------------ | --- | ------- | ---- | ------- | ---- | --- | ---- | ---- | ---- |
| Rudy                                             | 960 | -       | 1530 | -       | 1760 | -   | 1901 | 1646 | 1816 |

1. ↑  Een '-' betekent dat het nummer niet was genoteerd en een vetgedrukt getal geeft de hoogste notering aan.
2. ↑  2000 was het eerste jaar met een notering voor dit nummer.
3. ↑  Deze tabel is bijgewerkt tot en met de laatste editie (2024).